# Monastero di Sant'Elia
Dair Mar Elia (siriaco: ܕܝܪܐ ܕܡܪܝ ܐܝܠܝܐ, arabo: دير مار إيليا), noto anche come monastero di Sant'Elia, era un monastero cristiano situato appena a sud di Mosul, nel governatorato di Ninive, in Iraq. 
Fu fondato alla fine del VI secolo ed era uno dei più antichi monasteri in Iraq. Apparteneva alla Chiesa d'Oriente, un antico ramo della cristianità orientale, e poi alla Chiesa cattolica caldea. Il monastero chiuse nel 1743, dopo che i suoi monaci furono massacrati dalle forze persiane. Le sue rovine sono state danneggiate durante l'invasione dell'Iraq nel 2003 e successivamente demolite dallo Stato islamico dell'Iraq e del Levante (ISIL) nel 2014.

## Storia
Il monastero fu fondato intorno al 595 d.C. da Mar Elia, un monaco che aveva studiato in precedenza ad al-Hirah e successivamente nel grande monastero sul monte Izla nella moderna Turchia. Apparteneva alla Chiesa d'Oriente. Il monastero era il centro della comunità cristiana regionale e per secoli migliaia di cristiani avrebbero visitato il monastero per celebrare la festa di Mar Elia, che cade l'ultimo mercoledì di novembre.
Il santuario principale del monastero fu costruito nell'XI secolo e fu ristrutturato da Hurmizd Alqushnaya nel XVII secolo. Nel 1743, il leader persiano Tahmaz Nadir Shah danneggiò il monastero e uccise i 150 monaci che vi vivevano, dopo che si rifiutarono di convertirsi all'Islam. Il monastero rimase in rovina fino all'inizio del XX secolo, quando furono completati alcuni restauri su alcune sale e stanze. Durante la prima guerra mondiale, Dair Mar Elia era un luogo di rifugio che portò alla ricostruzione di una parte del sito. La struttura, insieme al vicino bacino idrico e alle sorgenti di acqua minerale naturale, furono curate dalla Chiesa cattolica caldea e i pellegrini cristiani continuarono a visitare le rovine. Negli anni '70, il monastero divenne una base per la Guardia repubblicana irachena.

## Guerra d'Iraq e distruzione

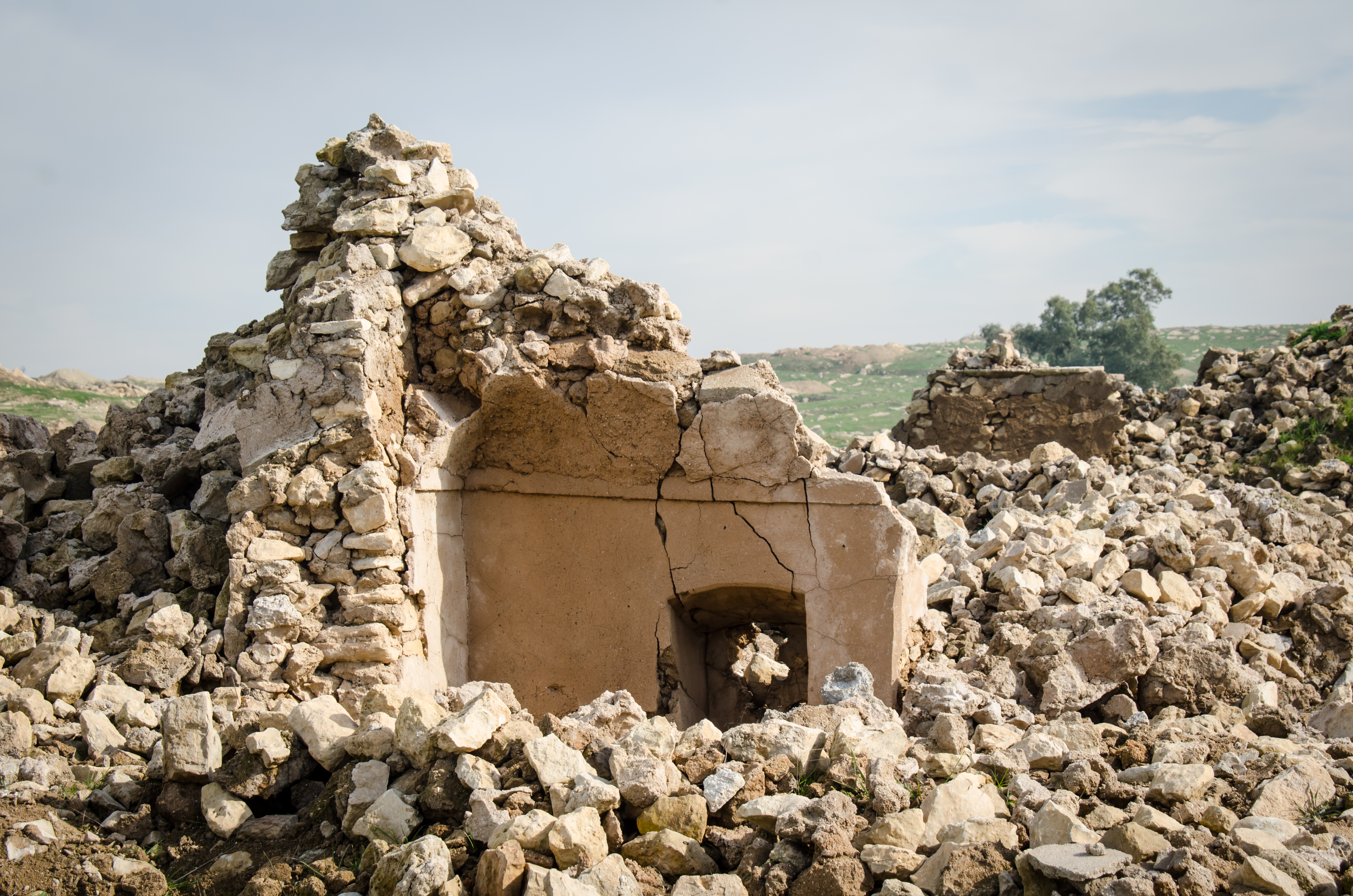
Le rovine del monastero nel gennaio 2019

Durante l'invasione dell'Iraq del 2003, il monastero è stato danneggiato dai carri armati iracheni, che hanno distrutto le stanze e riempito una cisterna di immondizia. Una delle sue mura è stata distrutta dopo essere stata colpita da una torretta del carro armato T-72. Dopo che la 101ª divisione aviotrasportata ha preso il controllo dell'area, il sito si trovava all'interno della base operativa di andata Marez. I soldati americani hanno vandalizzato il monastero inscrivendo graffiti sui muri e imbiancando la cappella, distruggendo i suoi murales di 600 anni nel processo. La struttura è stata ulteriormente danneggiata dai saccheggiatori. Tuttavia, un cappellano militare vide l'importanza del sito e un comandante ordinò alle truppe di lasciare il monastero. Alla fine, i cappellani militari statunitensi iniziarono a prendersi cura della struttura e offrirono tour delle rovine ai soldati.
Nel maggio 2008, gli archeologi iracheni hanno potuto visitare le aree per la prima volta dall'invasione. Nello stesso anno, i media internazionali riportarono gli sforzi delle forze armate statunitensi per ripristinare Dair Mar Elia. Il giornalista James Foley, successivamente decapitato dall'ISIS, ha scritto che il sito era stato salvato "per le future generazioni di iracheni che, si spera, presto avranno la sicurezza di apprezzarlo". Prima del ritiro delle truppe statunitensi dall'Iraq, gli ingegneri dell'esercito del 94º Corpo degli Ingegneri di Fort Leonard Wood hanno redatto i piani del monastero.
Nel giugno 2014, Mosul è stata conquistata dallo Stato islamico dell'Iraq e del Levante. Il gruppo militante ha distrutto il monastero tra il 27 agosto e il 28 settembre 2014, insieme a una serie di altri siti culturali. La distruzione del monastero non è stata pubblicizzata dall'ISIL ed è stata confermata solo dalle immagini satellitari rilasciate nel gennaio 2016. Il fatto che la sua distruzione non sia stata denunciata per circa 16 mesi ha fatto temere che anche molti altri siti cristiani in Iraq potessero essere stati distrutti segretamente.

## Architettura del monastero
Il monastero consisteva in un complesso di edifici simile a una fortezza, con un'area di circa 27.000 piedi quadrati (2.500 mq). Prima della sua distruzione, aveva 26 stanze costruite intorno ad un cortile, tra cui una cappella e un santuario.